# 丁时勇
丁时勇（1963年7月—），男，汉族，重庆永川人，中华人民共和国政治人物。现任重庆市政协副主席，重庆市民族宗教事务委员会主任，致公党中央常委、重庆市委主委。